# Yoan Cottin
Pour les articles homonymes, voir Cottin.
Pas d'image ? Cliquez ici

a Compétitions nationales et continentales officielles uniquement.

b Matchs officiels uniquement.
Dernière mise à jour le 5 avril 2025.
Yoan Cottin, né le 31 janvier 1998, est un joueur français de rugby à XV qui évolue au poste de demi de mêlée au CS Bourgoin-Jallieu.

## Biographie
Yoan Cottin est formé au RC Toulon qu'il intègre à l'âge de cinq ans dans le cadre de l'école de rugby. Son père Martial est un ancien joueur du RCT, et est entraîneur au club. 
Il dispute son premier match avec l'équipe première du RC Toulon le 28 octobre 2018 face au Stade rochelais en tant que titulaire. Il fait ses débuts en Coupe d'Europe le 8 décembre 2018 face au Montpellier Hérault Rugby. 
En 2020, il est prêté pour une saison au SU Agen. La saison du club en Top 14 est tristement historique avec 26 défaites en autant de rencontres. Cottin inscrit cependant son premier essai en professionnel le 6 mars 2021 sur le terrain du Stade français Paris. 
En mai 2021, non prolongé par le RC Toulon, il rejoint l'USON Nevers en Pro D2. Il participe à deux phases finale du championnat, et dispute notamment la demi-finale perdue face au Stade montois en 2022 et est titulaire lors du match de barrage contre le RC Vannes en 2023. 
En mai 2023, il rejoint l'US Montauban pour deux saisons. 
En décembre 2024, son contrat est résilié par l'US Montauban à la suite d'une altercation avec un membre du staff survenu sur le trajet retour d'un déplacement après une défaite au CA Brive le 28 novembre. 
Le 27 janvier 2025, il rejoint le CS Bourgoin-Jallieu qui évolue en Nationale, pour pallier le départ de Martin Doan au Montpellier HR en tant que joker médical. 